# 亞克傳承II
《亞克傳承II》，是Arc娱乐开发、索尼电脑娱乐于1996年发行的战略角色扮演游戏，对应PlayStation平台。
游戏首周售出31.6万套。1996年发行当年销量81.8万套，是该年日本市场第7畅销游戏。截至1997年8月，游戏售出118.4万套。RPGFan为游戏打出88%。